# Xuyi
Xuyi är ett härad i Jiangsu-provinsen i östra Kina, omkring 98 kilometer norr om provinshuvudstaden Nanjing. 